# Eublemma apicata
Eublemma apicata is een vlinder van de familie van de spinneruilen (Erebidae). De wetenschappelijke naam van deze soort is voor het eerst voorgesteld door William Lucas Distant in een publicatie uit 1898.
De soort komt voor in Kenia, Tanzania, Malawi, Zimbabwe, Zuid-Afrika en Eswatini.